# An Education

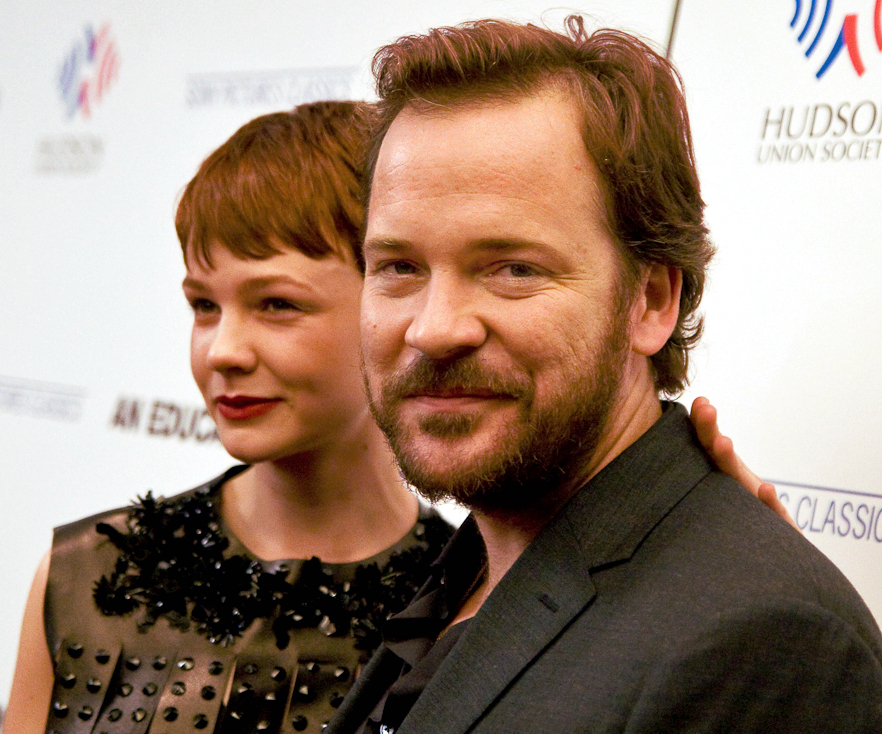
Carey Mulligan en Peter Sarsgaard bij de première van An Education, oktober 2009

An Education is een Britse dramafilm uit 2009, onder regie van Lone Scherfig. De hoofdrollen worden gespeeld door Carey Mulligan, Peter Sarsgaard en Dominic Cooper. Het verhaal is gebaseerd op de gelijknamige memoires van Lynn Barber. De film ging in première op het Sundance Film Festival.

## Verhaal
De zestienjarige Jenny Mellor (Carey Mulligan) groeit op in het begin van de jaren 60. Wanneer ze dertiger David Goldman (Peter Sarsgaard) ontmoet, neemt die haar vanaf dat moment overal mee naartoe. De twee worden verliefd, en wanneer hij haar ten huwelijk vraagt, accepteert ze dat. Ze verlaat hiervoor zelfs vroegtijdig haar school.
Na verloop van tijd komt ze erachter dat David reeds getrouwd is. Tevens blijkt hij een oplichter te zijn die via smerige handeltjes zijn geld verdient. Als ze hem hiermee confronteert, vertrekt hij met de noorderzon. Jenny blijft emotioneel gebroken achter, denkend dat ze haar hele leven vergooid heeft. Haar favoriete docent helpt haar echter om haar studie weer op te pakken zodat ze het jaar erop naar Oxford kan.

## Rolverdeling
| - Carey Mulligan - Jenny Mellor - Peter Sarsgaard - David Goldman - Dominic Cooper - Danny - Rosamund Pike - Helen - Olivia Williams - Miss Stubbs - Matthew Beard - Graham | - Sally Hawkins - Sarah Goldman - Alfred Molina - Jack Mellor - Cara Seymour - Marjorie Mellor - Amanda Fairbank-Hynes - Hattie - Ellie Kendrick - Tina - Luis Soto - Rachman |

## Achtergrond

### Productie
Nick Hornby schreef het scenario gebaseerd op een essay van de Britse journalist Lynn Barber, over haar affaire als schoolmeisje. Dit essay stond in het literaire tijdschrift Granta. Barbers volledige memoires, An Education, werden pas in juni 2009 uitgegeven, toen de film reeds voltooid was.
De film werd grotendeels opgenomen in het Gunnersbury-gebied van West-Londen, en Mattock Lane in West Ealing. De Japanse school in Acton deed dienst als Jenny's school.

### Uitgave en ontvangst
De film werd positief ontvangen door critici. Op Rotten Tomatoes gaf 94% van de recensenten de film een goede beoordeling.

## Prijzen en nominaties
De productie werd genomineerd voor de Academy Awards voor beste film, beste scenario (Nick Hornby) en beste hoofdrolspeelster (Carey Mulligan). De film kreeg meer dan dertig andere prijzen daadwerkelijk toegekend, waaronder een BAFTA Award, een British Independent Film Award, een National Board of Review Award (allen voor Mulligan), de Independent Spirit Award voor beste niet-Amerikaanse film en zowel de cinematografie- als de publieksprijs van het Sundance Film Festival 2009.